# Paddo

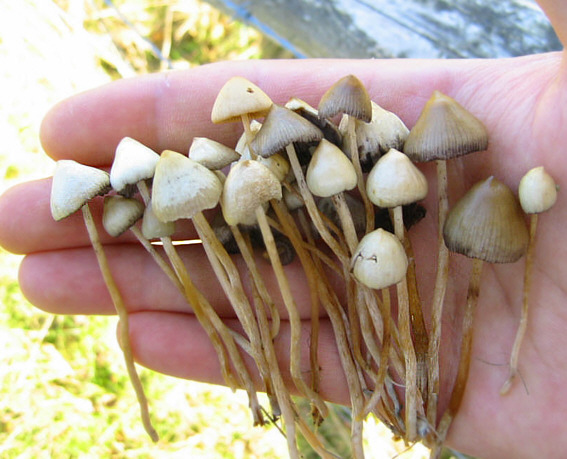
Het puntig kaalkopje (Psilocybe semilanceata) behoort ook tot de paddo's

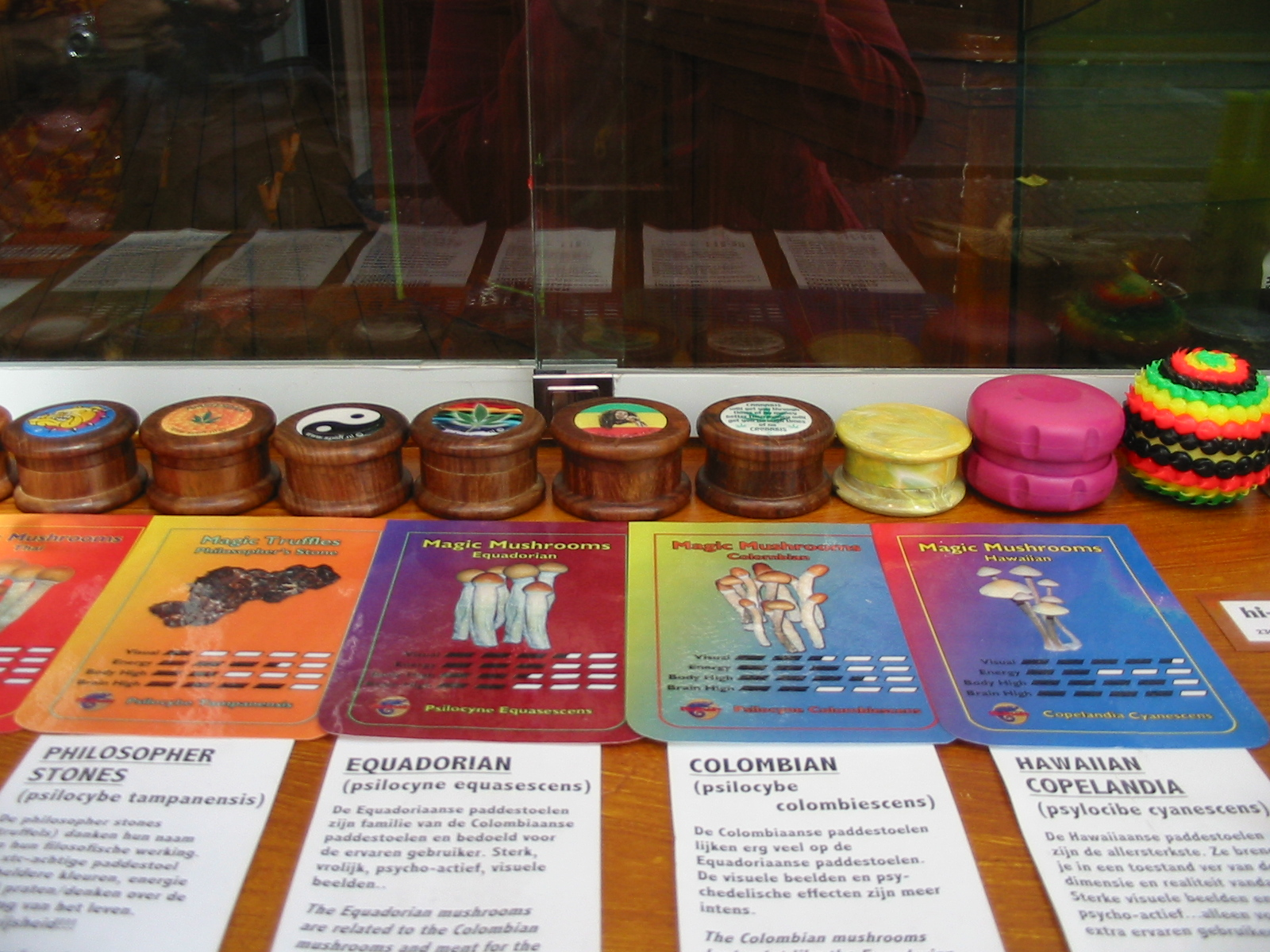
Paddoproducten in een etalage van een winkel in de Warmoesstraat te Amsterdam

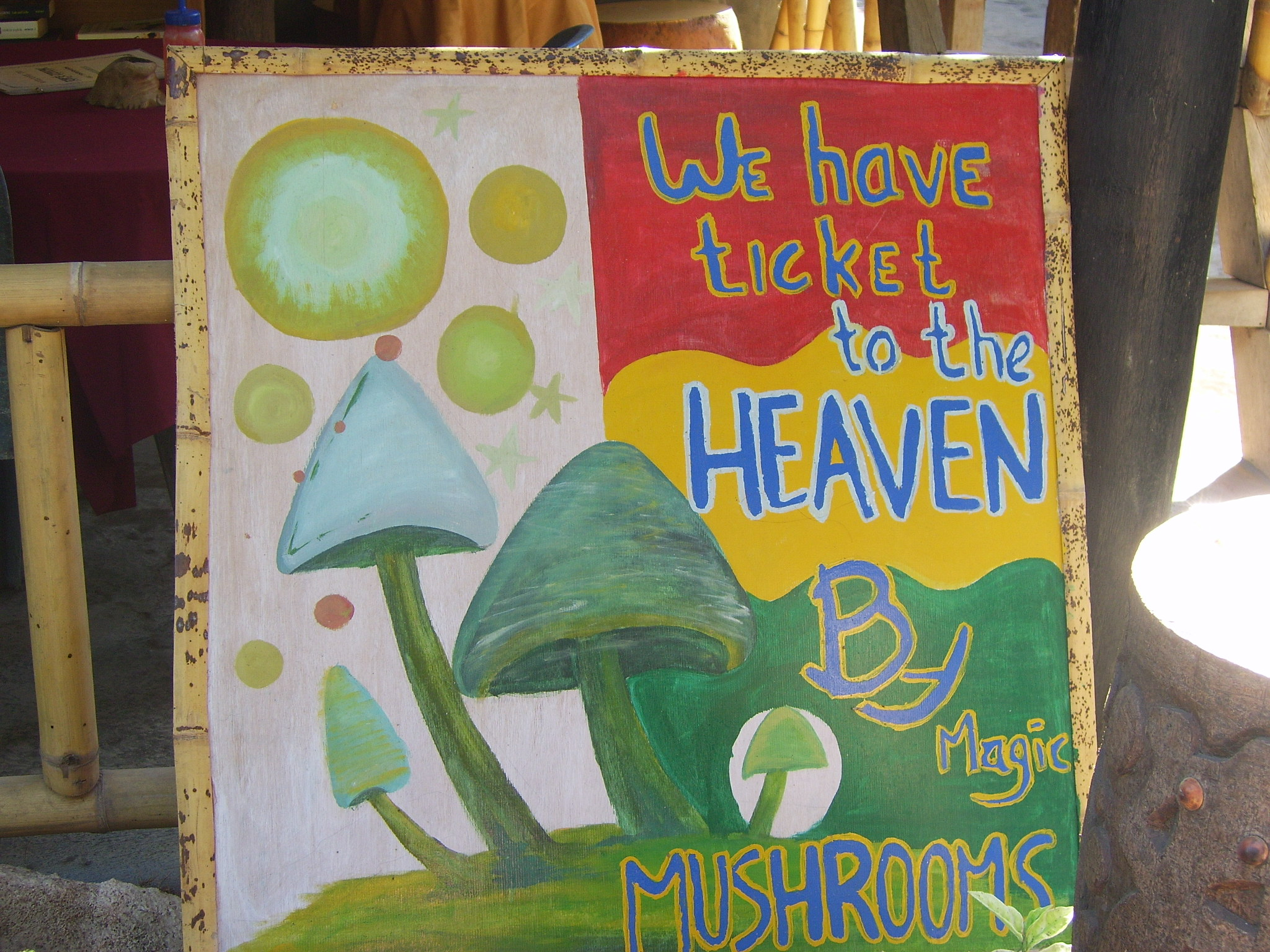
Paddoreclame op het eiland Gili Trawangan in Indonesië

Paddo is de in de loop van de jaren 1990 in Nederland en Vlaanderen populair geworden verzamelnaam voor de psilocybine- en psilocine-houdende paddenstoelsoorten, die van nature stoffen bevatten die vooral bekend staan om hun hallucinogene en ook psychedelische werking. Andere, internationaal bekende bijnamen zijn psilo, shroom en magic mushroom. Paddo's komen in grote delen van de wereld in het wild voor. Ook in Nederland komen tientallen soorten die onder paddo's worden gerekend in de natuur voor.
De benaming paddo betreft paddenstoelen van het geslacht Psilocybe en verwante paddenstoelsoorten: deze soorten bevatten voornamelijk de werkzame bestanddelen psilocybine en psilocine. Over het algemeen worden de giftige Amanitasoorten en verwanten niet als paddo's gezien. In tegenstelling tot paddo's zijn Amanitasoorten vaak giftig en sommigen kunnen zelfs al in kleine hoeveelheden dodelijk blijken door een onomkeerbare verwoestende uitwerking op met name de lever, die niet kan worden ondervangen door de natuurlijke detoxificatie door dit orgaan zelf.
Zoals ook met andere hallucinogene drugs het geval is, bijvoorbeeld met de synthetische stof lsd, kunnen ze vanwege met name de visuele effecten en veranderingen in sfeerbeleving (een zogenaamde trip) door de liefhebbers enerzijds "profaan" worden gebruikt als genotmiddel, maar anderzijds door ervaren en ingewijde gebruikers ook met diepere bedoelingen: als middel om bijvoorbeeld psychologische, filosofische en spirituele inzichten te verwerven.
Paddo's werden in 2009 door onderzoekers van het Rijksinstituut voor Volksgezondheid en Milieu geclassificeerd als een relatief onschadelijke drug; verslaving of een overdosis is vrijwel onmogelijk en de lichamelijke risico's zijn verwaarloosbaar. Slechte voorbereiding (set en setting) verhoogt de kans op een "bad trip" aanzienlijk en combinatie met alcohol en andere drugs wordt afgeraden. Wetenschappelijk onderzoek suggereert dat begeleide psilocybinetrips een positief effect hebben bij de behandeling van depressie, angst en verslaving.
In de jaren 90 kreeg het gebruik van paddo's in Nederland bekendheid, mede door de verkoop in smartshops. Verkoop en bezit van paddo's is in Nederland sinds 1 december 2008 verboden. De ministers Ab Klink (Volksgezondheid) en Ernst Hirsch Ballin (Justitie) besloten in 2007 naar aanleiding van een aantal incidenten die in de publiciteit in verband werden gebracht met paddogebruik dat paddo's voortaan bij lijst 2 van de Opiumwet worden geschaard.
Paddo's zijn op verschillende manieren te verkrijgen, onder andere:
- Uit de natuur (dit gedurende het hele jaar, maar de meeste soorten zijn in de herfst en het voorjaar te vinden)
- Door ze te kopen (in Nederland sinds 1 december 2008 verboden)
- Door ze zelf te kweken

Psychedelische truffels bevatten dezelfde bestanddelen als paddo's en zijn in Nederland legaal verkrijgbaar, mits vers.

## Geschiedenis

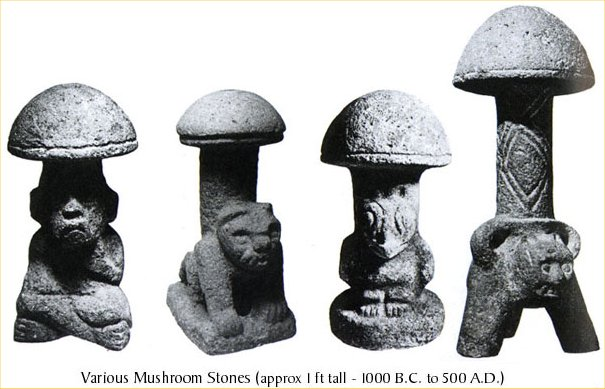
Maya paddenstoelenstenen uit Guatemala

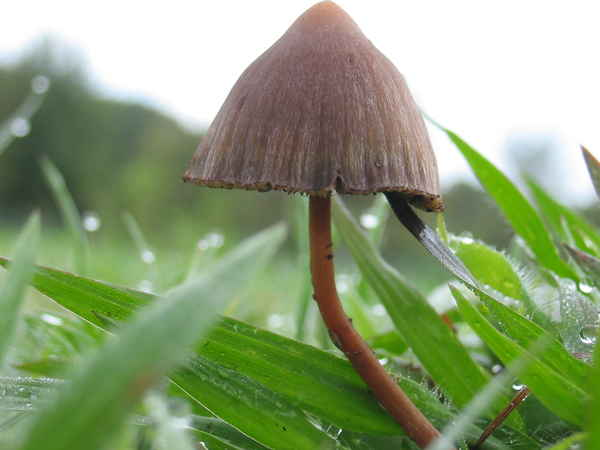
Psilocybe mexicana

Er bestaan theorieën die paddo's een centrale rol toekennen in de menselijke evolutie. Met name R. Gordon Wasson en Terence McKenna hebben hierover als eersten gepubliceerd. De Saharaanse rotskunst van Tassili n'Ajjer toont "paddenstoelensjamanen". Iets recenter zijn de 6.000 jaar oude afbeeldingen in het Spaanse Villar del Humo van paddo's die mogelijk behoren tot de soort Psilocybe hispanica.
Onder inheemse Midden- en Zuid-Amerikaanse volkeren zijn de hallucinogene effecten van de daar groeiende Psilocybe mexicana al duizenden jaren bekend; zij roemen de paddenstoel omdat deze de gebruiker in staat zou stellen in contact te treden met het hiernamaals, de toekomst of een hogere werkelijkheid. De Sami in Siberië hebben oeroude sjamanistische rituelen waarbij vliegenzwam wordt gebruikt. Bij de Oude Egyptenaren zou het religieuze belang van entheogene paddenstoelen zelfs zodanig zijn geweest dat ze cultivatietechnieken ontwikkelden voor Psilocybe cubensis. Ook de oude Grieken kenden paddo's. Er is veel gespeculeerd over de samenstelling van de kykeon, de vermoedelijk hallucinogene drank waarmee de vasten gebroken werd tijdens de Mysteriën van Eleusis.
In Europa worden paddo's waarschijnlijk al vele eeuwen gebruikt, maar ging de kennis enkele honderden jaren geleden verloren of is ze vernietigd. De Vlaamse botanicus Carolus Clusius beschreef de ''narrenzwam" die in Centraal-Europese liefdesdrankjes werd verwerkt (Hongaars: bolondgomba).
In 1955 mocht amateur-ethnobotanicus R. Gordon Wasson als eerste westerling een sjamanistisch ritueel in Mexico bijwonen waarin Psilocybe mexicana werd gebruikt, begeleid door de Mazateekse sjamaan María Sabina. In 1957 werd zijn verhaal erover gepubliceerd in Life onder de titel "Seeking the Magic Mushroom". De Zwitserse biochemicus Albert Hofmann, de ontdekker van lsd, was de eerste die erin slaagde de werkzame bestanddelen psilocyne en psilocybine te isoleren. Timothy Leary populariseerde in de jaren 60 het gebruik van paddo's. Een van zijn meest kenmerkende standpunten ten aanzien van het drugsbeleid in de VS was dat psilocybine "psychoses" veroorzaakt bij de mensen die het -niet- gebruiken.
Vanaf 1994 werden paddo's in smartshops in Nederland verkocht. Daarna schoten smartshops als paddenstoelen uit de grond, met name in Amsterdam. De verkoop van paddo's aan minderjarigen was verboden. In het begin van de 21e eeuw was het gebruik van paddo's onder een beperkte groep westerlingen populair; zij gebruikten dit middel veelal om hallucinaties op te wekken. In 2003 bezochten leden van de Nederlandse Tweede Kamer een paddokwekerij. In 2007 wilde een meerderheid van de Tweede Kamer de verkoop van paddo's gaan verbieden. Dit verbod kwam er eind 2008.
In 2000 verkregen wetenschappers van de Johns Hopkins-universiteit onder leiding van Roland R. Griffiths voor het eerst groen licht voor onderzoek naar de effecten van psychedelische drugs. In 2006 publiceerden zij de resultaten van een studie over de positieve effecten van een enkele dosis psilocybine bij gezonde vrijwilligers. Sindsdien wordt er wereldwijd onderzoek verricht naar de veelbelovende effecten van psychedelische drugs bij de behandelingen van stoornissen en aandoeningen. Meerdere studies suggereren dat begeleide psilocybinetrips een positieve bijdrage leveren aan de behandeling van depressie, angst (in het bijzonder de doodsangst van terminale kankerpatiënten) en verslaving. Verder onderzoek wordt verricht naar de effecten van psilocybine bij de ziekte van Alzheimer, posttraumatische stressstoornis, chronische lyme, anorexia nervosa en alcoholisme.

## Soorten
Er zijn veel psilocybine en psilocine bevattende paddenstoelen. Voorbeelden van paddosoorten zijn:
- Psilocybe tampanensis is een paddenstoel die sclerotia aanmaakt. Vanwege de uiterlijke gelijkenis van het sclerotium met een truffel wordt deze vaak als zodanig aangeprezen en staat ook wel bekend onder de naam philosopher stone.
- Psilocybe mexicana is een uit Mexico afkomstige paddosoort.
- Psilocybe semilanceata, het puntig kaalkopje, komt o.a. voor in Nederland en België
- Psilocybe cubensis ook wel de Mexicaanse genoemd, omdat deze paddo o.a. in Mexico voorkomt.
- Copelandia cyanescens en Panaeolus cyanescens wordt ook wel de Hawaïaanse genoemd omdat deze paddo o.a. in Hawaï voorkomt, maar de paddo komt ook in Thailand voor. Van oorsprong is deze paddo waarschijnlijk Aziatisch, maar is samen met geïmporteerd vee op het eiland Hawaï terechtgekomen.

Ook de vliegenzwam (Amanita muscaria) kan hallucinaties veroorzaken, maar deze paddenstoel, waarvan ook het gebruik bekend is door sjamanen in diverse culturen, is in grotere doses giftig en wordt doorgaans niet als paddo betiteld. Gebruikers omschrijven dat de werking ervan van de gangbare psilocybine bevattende paddo's verschilt, met name door onaangename en verontrustende bijwerkingen zoals speekselvloed en wazig zicht. In tegenstelling tot Psilocybe paddenstoelen zijn amanitasoorten giftig. Dit komt voornamelijk door de stof iboteenzuur. Sommige amanitasoorten zijn zelfs dodelijk. Amanitapaddenstoelen worden over het algemeen niet aangeboden door smartshops.
De mycoloog Paul Stamets ontdekte dat de aanwezigheid van psilocybine in een paddenstoel kan worden aangetoond door de steel te kneuzen. Als de kneuzing binnen enkele minuten blauw kleurt betreft het hoogstwaarschijnlijk een Psilocybe paddenstoel.

## Sterkte en waarschuwingen
Het in Nederland inheemse Puntig kaalkopje (Psilocybe semilanceata) is een van de sterkere soorten. De "Mexicaanse" (Psilocybe cubensis) bevat wat minder Psilocine en Psilocybine dan het Nederlandse kaalkopje en wordt het meest aangeboden omdat deze heel eenvoudig te kweken is. Ook is de Mexicaanse paddo het populairst onder trippers. De "Hawaïaanse" (Copelandia cyanescens) is een van de sterkste hallucinogene paddenstoelen. Doordat deze paddenstoel moeilijker te kweken is en de trip een vrij intense en diepe beleving kan zijn, is zij minder populair als genotmiddel. De "Hawaïaanse" geeft een sterk confronterend en serieus effect en is daardoor enkel geschikt voor mensen die ervaring met andere soorten hebben. Bij de meeste incidenten die in de media belicht zijn (2007), betrof het gebruik van "Hawaïaanse" paddo's. Daarom verkopen de meeste smartshops geen "Hawaïaanse" paddo's aan onervaren klanten. Liefhebbers roemen deze soort om de diepe gedachten en het visueel spektakel die tijdens de trip worden beleefd. De sterkst bekend hallucinogene paddenstoel is waarschijnlijk de Psilocybe azurescens, die door kwekers in Nederland vaak buiten of in grotten wordt gekweekt.

### Waarschuwingen
De werkzame stoffen van paddo's zijn wisselend in de paddo's aanwezig, en daarom is het lastig te doseren.
- Men kan enkele uren na het gebruik nog sloom en ongeconcentreerd zijn en niet goed in staat om deel te nemen aan het verkeer of machines te bedienen.
- Bij psychiatrische patiënten kunnen paddo's het risico op een psychose vergroten, of de ziekte langer laten duren.[12]
- Al zijn de werkzame stoffen (psilocybine, psilocine en baeocystine) niet giftig (ze lijken in structuur sterk op serotonine, een neurotransmitter en dus een lichaamseigen stof, zie ook tryptamine), er is nog niet aangetoond dat ze niet schadelijk kunnen zijn voor het ongeboren kind. Het kind "tript" mee als de moeder paddo's heeft genomen, omdat de stoffen niet door de placenta worden tegengehouden.

## Risico's en veiligheid
Er is in het verleden onderzoek gedaan naar de veiligheid van paddo's, voornamelijk door de Nederlandse overheid.

### Werkgroep Smartshop 1
In opdracht van de Minister van Volksgezondheid, werd in de werkgroep Smartshops (1998) gekeken naar de veiligheid van paddo's. De werkgroep schreef in het rapport: "Psilocybine en psilocine zijn bij "normale" gebruiksdoseringen nauwelijks toxisch. Van lichamelijke afhankelijkheid is vermoedelijk geen sprake, noch van ernstige lichamelijke schade. De grootste risico's zijn roekeloos gedrag onder invloed van de stof en het ondergaan van een zogenaamde "bad trip". De kans op het ervaren van een "bad trip" wordt vergroot als de stof wordt geconsumeerd door psychisch instabiele mensen. Echter, hoe naar en angstaanjagend deze trips ook kunnen zijn, bad trips leiden normaliter niet tot blijvende geestelijke problemen. Bad trips zijn echter wel risicovol voor mensen met een (potentiële) psychose of depressie. Het risico van geestelijke afhankelijkheid is vermoedelijk gering."

### Risicoschatting CAM, 2000
Het Coördinatiepunt Assessment en Monitoring nieuwe drugs (CAM) is een overheidsorgaan dat bestaat uit topfunctionarissen van alle overheidsinstanties die met drugs te maken hebben en experts op het gebied van drugs. Het CAM adviseert de overheid over nieuwe drugs. Het CAM heeft in 2000 een risicoschatting paddo's gemaakt. De conclusie van het CAM was dat er geen reden was om paddo's te verbieden:
- Gezondheid individu: geen risico
- Volksgezondheid/samenleving: gering risico
- Openbare orde en veiligheid: gering risico
- Criminele betrokkenheid: geen risico

### Werkgroep Smartshops 2
De minister van Volksgezondheid gaf in 2000 opnieuw dezelfde opdracht aan een nieuwe werkgroep, ditmaal met meer aandacht voor de paddo. De werkgroep Smartshops had niet veel toe te voegen aan de conclusie van het CAM en schreef hierover: "De werkgroep concludeert dat er een discrepantie bestaat tussen de risico's van paddo's en het thans volgens de rechter van toepassing zijnde regime (lijst 1 Opiumwet)."

### Psilocine-onderzoek
In 2004 hebben het Heffter Research Center en het psychiatrisch ziekenhuis te Zürich een onderzoek gedaan naar de schadelijkheid van psilocine, een actieve stof in paddo's. Dit onderzoek toont aan dat psilocine niet schadelijk is voor het lichaam.

### Trimbos-instituut
Het Trimbos-instituut noemt de volgende risico's bij paddogebruik:
"Voor zover nu bekend, leveren paddenstoelen die in de winkel verkocht worden geen direct gevaar op voor de volksgezondheid. In individuele gevallen en voor bepaalde groepen mensen kan er echter wel degelijk sprake zijn van een groot risico:
- Bij het zelf verzamelen van paddenstoelen bestaat altijd het risico van verwarring met giftige soorten.
- Bij hoge doseringen kunnen de maag, de lever en de nieren moeite hebben met paddenstoelen. Aan een paddenstoel is bovendien niet te zien wat het gehalte aan werkzame stof is. Eventueel bijgeleverde schriftelijke informatie kan een indicatie geven maar staat niet garant voor veiligheid.
- Omdat de sterkte van de paddo's varieert, bestaat altijd het risico van een te hoge dosering en dus een te heftige uitwerking. Bij producten waarin paddo's zijn verwerkt kan de gebruiker de dosering helemaal niet overzien.
- De combinatie van paddo's met andere drugs of alcohol heeft onvoorspelbare effecten, die heel vervelend kunnen zijn.
- Gebruik door jongeren wordt afgeraden. Paddo's kunnen een "bad trip" veroorzaken, die met angst en verwarring gepaard kan gaan. Vooral voor jongeren, die zichzelf vaak nog niet zo goed kennen, kan dit erg bedreigend zijn.
- Wie psychiatrische of ernstige psychische problemen heeft, moet geen paddo's nemen. Mensen die in het verleden een psychose of depressie hebben gehad, lopen een verhoogd risico op een slechte uitwerking.
- Mensen die in een slechte conditie verkeren, astma, hart-, lever- of nierkwalen hebben of medicijnen gebruiken, kunnen echt beter van paddo's afzien.
- Gebruik tijdens de zwangerschap wordt sterk afgeraden.
- Onder invloed kan men zich roekeloos gedragen. Als paddo's uitgewerkt lijken, blijft de gebruiker toch nog 5 tot 6 uur loom en ongeconcentreerd. Dus zo lang moet verkeersdeelname in ieder geval worden afgeraden."

### Risicoschatting CAM, 2007
Het Coördinatiepunt Assessment en Monitoring nieuwe drugs (CAM) heeft in 2007 op verzoek van Minister Klink een vernieuwd onderzoek gedaan naar de risico's van paddo's. De minister vroeg deze commissie van experts om ditmaal specifiek te kijken naar het onvoorspelbare karakter van paddo's in samenhang met de hallucinogene werking.
Het rapport is veel uitgebreider dan het rapport in 2000. De CAM schat de risico's niet significant anders in dan in het risicoschattingsrapport paddo's 2000: de risico's worden zelfs iets lager ingeschat dan in 2000. Het CAM noemt Paddo's "een relatief onschadelijk alternatief voor zwaardere hallucinogenen" Uiteindelijk komt de risico-score 2007 op 8.5 t.o.v. 9.2 in 2000:
- Gezondheid individu: geen risico
- Volksgezondheid/samenleving: gering risico
- Openbare orde en veiligheid: gering risico
- Criminele betrokkenheid: geen risico

"In vergelijking met andere middelen waarvoor het CAM risicoschattingen heeft uitgevoerd (MBDB, MTA, PMMA, ketamine en GHB), scoren de paddo's relatief laag op de risicoschaal."
Het CAM adviseerde tegen een verbod op paddo's omdat:
- Smartshops paddo's mogelijk door meer risicovolle producten vervangen.
- Het leidt tot het verschijnen van paddo's in tabletten, die op xtc-tabletten lijken (paddopillen).
- Gebruikers paddo's zouden gaan plukken in de natuur, met het gevaar op het per ongeluk innemen van giftige paddenstoelen (verwisseling).
- Gebruikers zouden kunnen overstappen op andere drugs, welke mogelijk meer risicovol zijn en die aantrekkelijker kunnen zijn vanuit crimineel perspectief waardoor juist meer overlast kan ontstaan.
- Het verbieden van hallucinogene paddo's, ook voor de tevreden gebruikers, lijkt een onevenredig zwaar middel in verhouding tot de overlast en schade die ontstaat door het bestaande gebruik.
- Handhaving van een verbod brengt kosten met zich mee.

De CAM meent dat de meeste winst te behalen is met goed voorlichtingsmateriaal te ontwikkelen voor gebruikers, inclusief materiaal voor buitenlandse toeristen in de moedertaal. Ook adviseert het CAM om de dosis te verkleinen naar maximaal 10-15 gram verse paddo's per verpakkingseenheid.

## Gebruik
De paddo kan op de volgende manieren recreatief gebruikt worden:
- rechtstreeks gegeten. In pure vorm worden paddo's door de meeste mensen echter niet lekker gevonden
- in de vorm van thee
- met een sausje
- verwerkt in een chocoladereep
- in een oplossoepje

Er zijn gebruikers die ervoor kiezen om hun paddo's in een chocoladereep te verwerken. Dit wordt als minder veilig beschouwd omdat chocola enzymen (zogeheten MAO-remmers) bevat die de afbraak van de psilocybine tegenhouden, waardoor in theorie de effecten heviger of langer kunnen zijn waardoor men ziek kan worden. De hoeveelheid chocolade die hier echter voor nodig zou zijn is dusdanig hoog dat dit niet echt een risico vormt.
Het combineren van psilocybine-bevattende paddenstoelen met chocolade is een eeuwenoud gebruik. In 1502 kregen gasten bij de kroning van de Azteekse leider Montezuma II een cacao-brouwsel geserveerd.

## Algemene effecten
De sterkte van het effect is afhankelijk van de hoeveelheid ingenomen paddenstoelen. Daarnaast hangt het ook van de situatie waarin de paddo gebruikt wordt en van de stemming van de tripper af. Dit laatste wordt door Timothy Leary set and setting genoemd. Bovendien verschilt de werking per persoon. Waar de ene gebruiker een lekkere rustige trip heeft van de kaalkopjes, kan een ander daar een zware trip van krijgen. Bovendien is het effect op een nuchtere maag sterker.
De effecten van de paddenstoel beginnen circa 30-60 minuten na inname en houden zo'n 4 tot 6 uur aan. Ervaren gebruikers die bekend zijn met de verschijnselen, kunnen ze echter soms al binnen een kwartier opmerken. Sommigen beschrijven het effect als vergelijkbaar aan het effect van lsd, maar kalmer, goedaardiger en aardser. Andere vinden dat het gevoel van een paddotrip niet te vergelijken is met andere drugs. Hoewel de beleving voor iedereen anders is, zijn er toch een aantal gemeenschappelijke ervaringen die onder invloed van paddo's ervaren worden:
- heftigere beleving van kleur, geluid en gevoel. De actieve stoffen in de paddenstoel (psilocine en psilocybine) vervormen de zintuiglijke perceptie;
- roekeloos gedrag;[12]
- de gebruiker kan angsten krijgen of tijdelijk paranoïde worden;[12]
- de omgeving wordt anders ervaren: ruimte, tijd, emoties en waarneming worden anders beleefd
- muzikale en visuele stimuli lijken met grote intensiteit op de gebruiker te worden "afgevuurd";
- een gelukzalig, tevreden gevoel;
- lachkicks;
- vermenging van de zintuigen ("synesthesie"), dit komt enkel bij heel intense trips voor.

Overigens is niet iedereen in dezelfde mate vatbaar voor dergelijke, voor sommigen zelfs zeer spectaculaire visuele effecten van paddo's en ook lsd, hetgeen op enigerlei wijze verband zou kunnen houden met de neurotransmitters in de hersenen: een aanwijzing hiervoor kan zijn dat zij namelijk wel in enige mate dergelijke effecten kunnen beleven bij gelijktijdig gebruik van antidepressiva.
Net als met andere drugs, zoals speed en xtc, kunnen onwillekeurige kaakbewegingen ontstaan.
Veel psychonauten gebruiken regelmatig paddo's en vinden de drug leerzaam.
Bij chronisch gebruik ontstaat geen lichamelijke afhankelijkheid. Na een té regelmatige inname (vaker dan eens per week of enkele weken) verliest de paddenstoel haar effect.
In 2006 toonde het Amerikaanse Johns Hopkins Medisch Instituut met een onderzoek aan dat Psilocybe paddenstoelen mystieke en spirituele ervaringen kunnen veroorzaken in gebruikers. Een derde van de gebruikers had een mystieke ervaring en de helft daarvan beschreef het als de belangrijkste spirituele ervaring van hun leven.

### Bad trip
Paddo's kunnen verkeerd vallen, waardoor de gebruiker een bad trip krijgt. Onderschat dit niet. Dit ligt vaak aan de lichamelijke of geestelijke situatie waar de gebruiker zich op dat moment in bevindt, zoals de aanwezigheid van ziekten. Ook kan het zijn dat de gebruiker zich niet op zijn gemak voelt op de locatie waar de paddo gebruikt wordt. In extreme gevallen kan dit leiden tot het inroepen van hulp van een ambulance of ziekenhuisopname. In veruit de meeste gevallen is hulp van ambulancepersoneel voldoende. Anderen kunnen vaak na een aantal uur ziekenhuisopname weer naar huis. Vaak is er sprake van bestaande psychische problemen, combinatie van verschillende drugs en/of alcohol of slaapgebrek. Ook is er vaak sprake van te hoge doseringen paddo's of sterke soorten paddo's, zoals de "Hawaïaanse".

## Wettelijke situatie

Legaliteit van het gebruik van paddo's per land
Legaal
Dubbelzinnig/Gedeeltelijk legaal/Gedecriminaliseerd
Illegaal
Geen informatie

### In België
In België worden paddo's ingedeeld bij de psychotrope stoffen en zijn ze onderhevig aan een strafrechtelijk verbod. Het gaat dan met name over "zwammen met hallucinogene eigenschappen, meer bepaald de Stropharia, Conocybe en Psilocybe soorten". Onder die laatste soort vallen ook de zogenaamde truffels (Psilocybe Tampanensis, Psilocybe Atlantis en Psilocybe Mexicana). Het verbod is in 1969 ingevoerd. De straffen zijn bepaald in de Drugswet.
Wie een terrein heeft waar paddo's in het wild groeien, is theoretisch in het bezit van verboden psychotrope stoffen. Strafrechtelijk is hieromtrent geen uitzonderingsregeling voorzien.

### In Nederland
In het kort was de stand van zaken in 2007.
- Gedroogde paddo's waren illegaal.[17]
- Verse paddo's waren legaal.[17]
- Ondanks het advies van de expertisecommissie CAM tegen een verbod, wilde minister Klink per Algemene Maatregel van Bestuur verse paddo's op lijst 2 (lijst van softdrugs) van de Opiumwet plaatsen, en zo het bezit, verkoop en kweek te verbieden. De Tweede Kamer moest hierover stemmen. Voordat het CAM-rapport uit was liet een nipte meerderheid van de Tweede Kamer weten voor een verbod te zijn.

#### Verboden soorten
De volgende paddenstoelensoorten zijn vanwege het bevatten van psilocyne en/of psilocybine op de "verboden lijst" 2A van de Opiumwet gezet (stand van zaken op 28 oktober 2021):
Genus Copelandia:
- C. affinis.
- C. anomala,
- C. bispora,
- C. cambodginiensis,
- C. chlorocystis,
- C. cyanescens (Blue Meenie),
- C. lentisporus,
- C. mexicana,
- C. tirunelveliensis,
- C. tropica,
- C. tropicalis,
- C. westii

Genus Gymnopilus: 
- G. aeruginosus,
- G. braendlei,
- G. intermedius,
- G. lateritius,
- G. liquiritiae,
- G. luteofolius,
- G. luteoviridis,
- G. luteus,
- G. purpuratus,
- G. sapineus (dennevlamhoed),
- G. spectabilis,
- G. subpurpuratus,
- G. validipes,
- G. viridans

Genus Paneolina:
- P. foenisecii (gazonvlekplaat),
- P. rhombisperma,
- P. sagarae,
- P. microsperma

Genus Panaeolus: 
- P. africanus,
- P. ater (zwartbruine vlekplaat,
- P. castaneifolius,
- P. fimicola' (grauwe vlekplaat),
- P. microsporus,
- P. moellerianus,
- P. olivaceus,
- P. papilionaceus (witte vlekplaat),
- P. retirugis, (geaderde vlekplaat),
- P. rubricaulis,
- P. sphinctrinus (franjevlekplaat),
- P. subbalteatus (gezoneerde vlekplaat),
- P. venezolanus

Genus Pluteus:
- P. atricapillus,
- P. cyanopus (blauwvoethertezwam),
- P. glaucus,
- P. nigriviridis,
- P. salicinus (grauwgroene hertezwam),
- P. villosus

Genus Psilocybe: 
- P. acutipilea,
- P. angustipleurocystidiata,
- P. antioquensis,
- P. aquamarina,
- P. argentipes,
- P. armandii,
- P. aucklandii,
- P. australiana,
- P. aztecorum,
- P. aztecorum bonetii,
- P. azurescens,
- P. baeocystis,
- P. banderiliensis,
- P. barrerae,
- P. bohemica,
- P. brasiliensis,
- P. brunneocystidiata,
- P. caeruleoannulata,
- P. caerulescens,
- P. caerulescens ombrophila,
- P. caerulipes,
- P. carbonaria,
- P. chiapanensis,
- P. collybioides,
- P. columbiana,
- P. coprinifacies,
- P. cordispora,
- P. cubensis,
- P. cyanescens,
- P. cyanofibrillosa,
- P. dumontii,
- P. eucalypta,
- P. fagicola,
- P. fagicola mesocystidiata,
- P. farinacea,
- P. fimetaria,
- P. fuliginosa.
- P. furtadoana,
- P. galindoi,
- P. goniospora,
- P. graveolens,
- P. guatapensis.
- P. guilartensis,
- P. heimii,
- P. heliconiae,
- P. herrerae,
- P. hispanica,
- P. hoogshagenii hoogshagenii,
- P. hoogshagenii convexa,
- P. inconspicua,
- P. indica,
- P. isabelae,
- P. jacobsii,
- P. jaliscana,
- P. kumaenorum,
- P. laurae,
- P. lazoi,
- P. liniformans,
- P. liniformans americana,
- P. mairei,
- P. makarorae,
- P. mammillata,
- P. meridensis,
- P. mexicana.
- P. moseri,
- P. muliercula,
- P. natalensis,
- P. natarajanii,
- P. ochreata,
- P. papuana,
- P. paulensis,
- P. pelliculosa,
- P. pericystis,
- P. pintonii,
- P. pleurocystidiosa,
- P. plutonia,
- P. portoricensis,
- P. pseudoaztecorum,
- P. puberula,
- P. quebecensis,
- P. ramulosa,
- P. rostrata,
- P. rzedowskii,
- P. samuiensis,
- P. sanctorum,
- P. schultesii,
- P. semilanceata (puntig kaalkopje),
- P. septentrionalis,
- P. serbica,
- P. sierrae,
- P. silvatica,
- P. singerii,
- P. strictipes,
- P. stuntzii,
- P. subacutipilea,
- P. subaeruginascens,
- P. subaeruginosa,
- P. subcaerulipes,
- P. subcubensis,
- P. subtropicalis,
- P. subyungensis,
- P. subzapotecorum,
- P. tampanensis,
- P. tasmaniana,
- P. uruguayensis,
- P. uxpanapensis,
- P. venenata,
- P. veraecrucis,
- P. villarrealii,
- P. wassoniorum,
- P. weilii,
- P. weldenii,
- P. wrightii,
- P. xalapensis,
- P. yungensis,
- P. zapotecorum.

Genus Conocybe:
- C. cyanopus (blauwvoetbreeksteeltje),
- C. kuehneriana (grasbreeksteeltje),
- C. siligineoides,
- C. smithii,

Genus Hypholoma:
- H. gigaspora,
- H. guzmanii,
- H. naematoliformis,
- H. neocaledonica,
- H. popperianum,
- H. rhombispora.

Genus Inocybe:
- I. aeruginascens (groenverkleurende vezelkop).
- I. coelestium,
- I. corydalina corydalina (groenige perevezelkop,
- I. corydalina erinaceomorpha (schubbige perevezelkop),
- I. haemacta (blozende stinkvezelkop),
- I. tricolor,

Overige soorten:
- Agrocybe farinacea,
- Galerina steglichii,
- Gerronema fibula,
- Gerronema solidipes,
- Mycena cyanorrhiza (blauwvoetmycena).

#### Onduidelijkheden over het verbod
- Ondanks dat paddo's van nature voorkomen in bossen, grasvelden, weides en houtsnippers in grote delen van Nederland, worden landeigenaren die op lijst 2 van de Opiumwet vermelde paddenstoelen aanwezig hebben, strafbaar.
- Paddo's worden in Nederland al eeuwen gebruikt in oerreligies van sjamanen. Het is niet duidelijk of deze religies nog steeds gebruik mogen maken van paddo's door hun recht op godsdienstvrijheid zoals vastgelegd artikel 6 van de Grondwet.
- Omdat in de vernieuwde opiumwet expliciet de paddenstoelen (vruchtlichamen) als verboden worden genoemd, zijn overige delen van de schimmels nog wel legaal. In de smartshops hebben nu allerhande variëteiten aan truffels de plaats als product overgenomen.[22]

#### De zaak-Kerkdriel
Van 1997 tot 2002 heeft er in Nederland een lange reeks rechtszaken gediend over de legaliteit van paddo's. Het psychotrope stoffenverdrag verbiedt niet alleen de stoffen psilocine en psilocybine, maar ook preparaten daarvan, zoals pillen en drankjes met deze stoffen erin.
Justitie stelde in deze zaak tegen een paddokweker en twee smartshophouders (Conscious Dreams & Mindscapes) dat alle paddo's (verse en gedroogde) eigenlijk een preparaat/bewerking waren van de stoffen psilocybine en psilocine. In november 2002 gaf de Hoge Raad de aanklager gelijk en daarmee werden actief gedroogde paddo's verboden. Verse paddo's bleven legaal.
De officier van justitie van de zaak, Revis, had drie tot vier jaar geëist. De rechtbank in 's-Hertogenbosch gaf iedereen (behalve een vrouw) een taakstraf van 240 uur dienstverlening. De vrouw (de dochter van de paddokweker) kreeg 120 uur dienstverlening. Revis ging in hoger beroep en het Gerechtshof van 's-Hertogenbosch had ook alleen maar dienstverlening geëist.

#### De zaak-De Sjamaan
Het oordeel in de zaak-Kerkdriel veroorzaakte direct een nieuwe serie van rechtszaken, waarin paddogroothandel De Sjamaan de International Narcotics Control Board van de Verenigde Naties als getuige voor het Hof van 's-Hertogenbosch opriep. Het INCB getuigde dat paddo's niet onder het verdrag vallen. Dat geldt voor zowel de verse als de gedroogde vormen. Bovendien getuigde de INCB dat enkel de stoffen illegaal waren als die uit de paddo gehaald worden. De vicepresident van de INCB was tevens de hoofdinspecteur van Opiumwetzaken van Nederland geweest en kon in die hoedanigheid stellen dat de Hoge Raad fout geoordeeld had in 2002.
Professor en toxicoloog De Wolff deelde zijn expertise en vertelde de rechtbank dat paddo's niet gevaarlijk zijn.
Experts beaamden dat paddo's vanzelf indrogen en dat dit niet illegaal kon zijn. In 2005 won De Sjamaan de zaak op dit laatste punt, zonder dat het Hof zich uit hoefde te spreken over de getuigenis van de VN.
Hoewel de VN stelt dat Nederland het VN-verdrag verkeerd uitlegt, worden actief gedroogde paddo's nu als illegaal gezien. Toch is er na 2005 niemand meer succesvol vervolgd voor droge paddo's.

### De VN en de internationale wetgeving
De Nederlandse Opiumwet, waarin staat welke drugs verboden zijn, is gebaseerd op een aantal VN-verdragen. Met het ondertekenen van deze verdragen heeft Nederland zich ertoe verplicht om deze stoffen te verbieden, net zoals de andere landen die lid van de VN zijn. De International Narcotics Control Board controleert of landen de verdragen nakomen.
Het VN-verdrag psychotrope stoffen van 1971 heeft Nederland verplicht om de stoffen psilocine en psilocybine in de Opiumwet op te nemen. Bij de totstandkoming van dit VN verdrag hebben de makers uitgebreid gediscussieerd of paddo's en bepaalde andere planten in het verdrag moesten worden opgenomen. Er is bewust gekozen om paddo's niet te verbieden, maar twee van de stoffen die in paddo's voorkomen wel. Paddo's zijn dus volgens het VN verdrag niet illegaal, maar de stoffen psilocine en psilocybine wel. Men zou deze stoffen namelijk synthetisch kunnen produceren en bijvoorbeeld in een pil als drugs verkopen. Dat wilde de VN verbieden, maar de paddo's zelf niet.
Dat had een paar redenen: allereerst levert het veel juridische problemen op om iets wat van nature voorkomt in een land te verbieden. Als men een plant of paddenstoel verbiedt, dan worden landeigenaren bijvoorbeeld strafbaar. Verder mag men de vrijheid van godsdienst niet inperken. Paddo's worden immers gebruikt als religieus sacrament in eeuwenoude sjamanistische tradities. Paddo's staan daarom niet op een van de lijsten van de Opiumwet.
In de meeste VN-lidstaten zijn paddo's legaal. Landen met een restrictief drugsbeleid hebben hun wetten echter aangepast (dat geldt sinds 1 december 2008 ook voor Nederland), hoewel in sommige staten van de wat drugsbeleid betreft restrictieve Verenigde Staten verse paddo's legaal zijn.

### In het Verenigd Koninkrijk
In 2005 zijn in het Verenigd Koninkrijk paddo's strafbaar gesteld nadat ze daar in twee jaar zo populair waren geworden dat er meer dan 100.000 porties per maand werden verkocht in 500 headshops. Na het verbod op paddo's in het Verenigd Koninkrijk is het recreatieve gebruik van de giftige amanitapaddenstoelen daar populair geworden.

### In de Verenigde Staten
Vanaf 2019 is er in de Verenigde Staten op lokale schaal een reeks van decriminalisatieprocessen op gang gekomen. In mei 2019 werden paddo's gedecriminaliseerd in de Amerikaanse stad Denver, gevolgd door Oakland (juni 2019), Santa Cruz (februari 2020) en Ann Arbor (september 2020). Gelijktijdig met de Amerikaanse presidentsverkiezingen 2020 stemde een meerderheid van de kiezers in de staat Oregon vóór de legalisatie van psilocybine in therapeutische sessies.

## In de media

### Zelfmoord Franse toeriste
Op 24 maart 2007 pleegde een 17-jarige Franse toeriste zelfmoord door van een viaduct af te springen, terwijl zij naar men zei paddo's had gebruikt. Later werd er bij monde van Wim Best, van de inspectie van opiumzaken van het ministerie van Volksgezondheid, gemeld: "Men zegt dat ze paddo's heeft gebruikt, maar er is geen sectie of toxicologisch onderzoek verricht. Het meisje zou psychisch in de war zijn geweest."
In reactie op deze dramatische gebeurtenis overwoog de Nederlandse regering om paddo's volledig te gaan verbieden.

### Toerist door het lint door paddo's
Op 23 juni 2007 had de politie een deel van de Martelaarsgracht in Amsterdam enige tijd voor het verkeer afgesloten omdat een toerist door het lint ging in een hotel. Hij had samen met een paar vrienden bier, 6 paddo's en spacecake gebruikt, maar omdat het gewenste effect uitbleef, at hij er nog meer. Dat had echter een verkeerde uitwerking. De man begon met glas te gooien, verminkte zichzelf en hij sloeg de bovenste verdieping van het hotel kort en klein.
Agenten konden de man uiteindelijk overmeesteren. Hij is met ernstige verwondingen naar het ziekenhuis gebracht.

### Man doodt hond
In Amsterdam doodde een 28-jarige Fransman, op 14 juli 2007, zijn hond. De man zei onder invloed van paddo's en wiet te zijn. Later heeft de GGD gemeld dat dit niet het geval was, maar dat de man een psychotische episode gehad heeft. Agenten troffen de man naakt en onder het bloed aan in zijn busje aan de Herengracht. De man verklaarde de geest van de hond te willen bevrijden. De GGD sprak later tegen dat de man onder invloed van paddo's en wiet zou zijn geweest en zei dat hij een psychose had. In de daaropvolgende rechtszaak was paddogebruik voor de man een argument om onder vervolging uit te komen. De rechter geloofde dit echter niet; er werden bij onderzoek geen actieve stoffen van paddo's in zijn bloed aangetroffen.
Minister Klink noemde het "ongelukkig dat daarmee het beeld is opgeroepen dat op basis van dit incident is gekozen voor een paddoverbod." In december 2008 had hij het voorval nog "doorslaggevend" genoemd voor het verbod.

### Actiegroep "Red de paddo"
Naar aanleiding van het op handen zijnde verbod op zogenaamde "natte paddo's", is op vrijdag 16 oktober 2007 de actiegroep Red de paddo opgericht. De groep voert actie tegen het verbod en heeft op haar site een aantal punten gepubliceerd die duidelijk moeten maken, waarom een verbod op paddo's ongewenst is.

### CAM: verbod is politieke beslissing
De CAM vond het zeer betreurenswaardig dat de minister de expertise en het advies van zijn eigen adviesorgaan naast zich neer legde. In Netwerk noemde de CAM de argumentering van Klink zeer mager en concludeert dat het besluit van politieke aard is, niet gebaseerd op feiten. De CAM zei dat er betere regulering moest komen en geen verbod omdat er bijna geen problemen waren met paddo's. De Nederlandse volksgezondheid zou niet worden bedreigd, en alleen toeristen zouden problemen hebben.

### Uitspraak Gerechtshof Den Haag 14 april 2009
De smartshophouders die door het paddo-verbod werd getroffen vingen in november 2008 bot in een kort geding bij de voorzieningenrechter in Den Haag. Die zag geen gronden om de invoering van het paddoverbod tegen te houden.
Op 14 april 2009 werd vervolgens door het Gerechtshof te Den Haag uitgemaakt dat het paddo-verbod van kracht kon blijven. De Vereniging Landelijk Overleg Smartshops (VLOS) had zich vergeefs sterk gemaakt voor een aanpassing van het paddo-verbod dat in 2008 van kracht was geworden en wilde dat onjuiste beeldvorming over incidenten met paddo's werd gecorrigeerd.
VLOS wees in die zaak op incidenten in de publiciteit die ten onrechte aan paddogebruik werden toegeschreven. Zo zou de Franse toerist die zijn hond vilde geen paddo's hebben gebruikt, maar psychotisch zijn geweest. Minister Klink van Volksgezondheid had echter in de Tweede Kamer en verschillende media telkens de incidenten in verband gebracht met paddogebruik, ofschoon niet bewezen was dat er werkelijk paddo's in het spel waren: "Het gaat om incidenten die vermoedelijk in verband kunnen worden gebracht met paddogebruik. Dat is fundamenteel anders dan hetgeen de minister stelt, namelijk dat het incident is veroorzaakt door paddogebruik". Volgens de advocaten is het verband nooit aangetoond, zelfs niet onderzocht."
De VLOS en bijna zeventig anderen wilden dat zowel de teelt als de verkoop van verse paddenstoelen met een hallucinogene werking weer zou worden toegestaan.
De landsadvocaat stelde in deze zaak dat de minister het verbod had gebaseerd op een "totaalplaatje". Sinds 2000 waren er steeds meer verkooppunten gekomen, nam het aantal paddogebruikers toe en steeg ook het aantal incidenten met mensen die paddo's zouden hebben gebruikt. Het VLOS vond echter dat er ook moest worden gekeken naar andere genotsmiddelen die de mensen op dat moment tot zich hadden genomen. De paddoverkopers vonden dat Klink te snel was geweest in zijn oordeel. Zij voerden aan wetenschappelijk bewijs ontbrak dat paddo's schadelijk zouden zijn voor de gezondheid en eisten onder meer schadevergoeding voor hun omzetverlies. Het Hof wees die eis echter af.

## Varia
De chemische structuur van de designer drug 4-HO-MET (4-hydroxy-N-ethyl-N-methyltryptamine), ook wel bekend onder de namen metocine en methylcybine, toont een sterke overeenkomst met die van natuurlijke psilocine. Een iets andere stof betreft 4-AcO-DMT, ook wel bekend onder de naam Psilacetine. Dit lijkt op de uit paddo's bekende werkzame stof psilocybine, waarbij de fosfaatgroep dan is vervangen door een azijnzuurgroep.
Er bestaan meerdere designer drugs waarvan de molecuulstructuur en de effecten overeenkomsten vertonen met de werkzame stoffen in paddo's: behalve 4HO-MET onder meer ook 5-MeO-MiPT, ook wel bekend als "moxy", eveneens een synthetische tryptamine.